# Волостниковка (Ульяновский район)
Во́лостниковка — село в Ульяновском районе Ульяновской области. Входит в Тетюшское сельское поселение.

## История
Село Волосниковка, на речке Тетюшке, основано солдатами выборного полка Аггея Шепелева, получившими здесь землю за деятельное участие в противоборстве Стеньки Разину. В 1675 году солдаты того полка Никон Сергеев Яшнов и Савва Ковшенников с товарищами, всего 9 человек, получили по 20 четвертей «дикаго поля», из порозжей земли против Тетюшской башни, по обе стороны речки Тетюшки. В 1676 году здесь же были наделены землею шесть солдат того же полка, Павел Темников и Илья Грязнов с товарищами, каждый по 20 же четвертей. В 1681 году к ним присоединился солдат Фёдор Яковлев Яшнов, получивший такое же количество земли. В 1683 году пожаловано одинаковое с другими поместье и «в тех же гранях солдату Ивану Крохину». В 1693 году Федор Яковлев Яшнов «припустил» к себе племянника, Гавриила Харитонова Яшнова, а в следующем 1694 году сдал «в своих межах» оба берега реки Тетюшки в аренду Никону Сергееву Яшнову, для постройки «наливной» мельницы. Впоследствии поместные земли перводатчиков начинают постепенно переходить в посторонные руки.
Коллежский асессор Дарья Ивановна Пашкова купила: 1) в 1766 году, от прапорщика Петра и племянника его, губернского секретаря, Осипа Яшновых — 115 четвертей, 2) в 1768 году, от вахмистра Акима Иевлева (наследника Саввы Ковшенникова) — 25 четвертей и 3) в 1771 году, от прапорщика Александра и капитана Ивана Дурасовых (наследников Ивана Крохина) — 20 четвертей. Все эти 60 четвертей Пашкова передала, «по приданству», зятю своему, генерал-майору Александру Арсеньеву. В 1777 году межевая канцелярия продала Д. И. Пашковой 700 десятин леса близ села Волосниковки, 500 десятин пашни по реке Сельде, ниже села Юшанского, да 300 десятин по реке Свияге, всего 1500 десятин, но вскоре же эту землю отняли от Пашковой, продажу признали недействительной, потому что проданная земля оказалась не «порозжею» казённою землею, а спорною; на 300 десятин предъявили права пахотные солдаты с. Волосниковки, на 500 десятин — статский советник Евграф Васильевич Татищев, а 700 десятин, уже отмежеванных Пашковой, отобрали от неё «за одно с прочими». Она жаловалась в Сенат, но безуспешно, и впоследствии эти 700 десятин были пожалованы тайному советнику, графу Христиану Сергеевичу Миниху, а от него перешли к генерал-адютанту Николаю Александровичу Исленьеву, у которого, в 1876 году, купил их потом, почётный гражданин Александр Дмитриевич Сачков.
Артиллерии писарь Иван Ларионов Яшнов продал, в 1731 году, комиссарской жене Марьи Ивановне Аминевой 20 четвертей, а Аминева продала их, в 1733 году внуку своему, секунд-майору Степану Федоровичу Миткову, которому наследовала дочь, майорша Александра Степановна Жихарева. Однако не все первые поселенцы распродали свои поместья; у некоторых из них земля переходила по наследству от поколения к поколению, почему и по настоящее время сохранились названия, например пустошей: «Грязновская» — по фамилии перводатчика Ильи Грязнова, «Яшная» — от фамилии Яшновых, так что потомки этих выборного полка солдат, впоследствии пахатных солдат, преобразившихся, в конце концов, в удельных крестьян, постоянно владели землею при с. Волосниковке.
В 1780 году, при создании Симбирского наместничества, село Волосниковка, при речке Волосниковке, пахотных солдат, помещичьих крестьян, вошло в состав Симбирского уезда. С 1796 года — в  Симбирской губернии.
Генеральное межевание продолжалось здесь 30 лет: началось оно в 1798 году, но вследствие спора между совладельцами: Пашковою, Жихаревою и пахотными солдатами, в 1819 году была произведена проверка межевания, а межа утверждена Сенатом лишь в 1827 году, план же составлен только в 1839 году. За это время Арсеньев успел продать землю ротмистру Александру Львовичу Бычкову, у которого в Волосниковке, в 1840 году, был господский дом, 206 душ крестьян — (47 дворов) и 2573 дес. 1200 саженей земли; пахотных же солдат (было 92 мужчин и 134 женщин (21 двор), а земли им принадлежало 990 дес. 1668 саж. Оставшуюся за наделом крестьян землю (1701 дес. 1200 саж.) Бычков продал, в 1870 году, баронессе Софье Александровне Стремфельд; от неё это имение перешло, по завещанию, к мужу её, барону Клязь Карловичу Стремфельду, а он завещал бывшему своему управляющему, дворянину Владимиру Константиновичу Мерлину, который и владеет имением с 1899 года.
На 1859 год село, на Московском почтовом тракте из г. Симбирска, во 2-м стане Симбирского уезда Симбирской губернии, в котором имелась церковь.
Обществу крестьян бывших А. Л. Бычкова дан, на 218 ревизских душ (88 дворов) полный надел — 872 десятины удобной земли (усадебной 40 дес, пашни 812 дес. и выгону 20 дес.), да потом оно прикупило у удела ещё 18 дес. 1000 саж. и, для пастьбы скота, арендует у соседних помещиков свыше 200 десятин лугов. Бывшие удельные крестьяне, 139 душ, (40 дворов) получили 1399 дес. 3100 саж. земли (усадебной 16 дес., пашни 1108 дес. 1100 саж., выгону 36 дес. 1800 саж., лугов 198 дес. 700 саж. и неудобной 40 дес. 1900 саж.). В 1903 году здесь 235 дворов и 1394 человека (688 муж. и 706 жен.) жителей.

### Религия
Церковь в селе Волосниковке построена первоначально в 1693 году, во имя святых Косьмы и Дамиана, но, по всей вероятности, был в церкви и второй придел, так как в документах 1694 года Волосниковка называется не только селом Козьмодемьянским, но ещё и селом Введенским и в нём упоминается церковь Введения Пресвятой Богородицы. 
В 1850 году, Александром Львовичем Бычковым, была построена каменная церковь; каменная церковная ограда устроена в 1895 году. Престол в ней в честь Рождества Христова и село стало называться Рождественское.
Земская начальная школа открыта здесь в 1886 году, но отдельное для неё здание построено обществом лишь в 1894 году. Церковно-приходное попечительство открыто в 1897 году. 

## Явление иконы Божией Матери Троеручницы.
В июне 1879 года двенадцатилетний мальчик Герасим Семагин  пас телят недалеко от села и увидел в Бездонном роднике доску, плавающую в воде. Хотел её взять, но она ушла под воду. На другой день всё повторилось, но он успел рассмотреть, что это икона Божьей Матери Троеручницы, а потом услышал женский голос: «… купи мне, мальчик, от своих трудов  в две копейки свечку и скажи мирянам, чтобы отслужили в церкви Литургию и двенадцать молебнов на роднике». Мальчик рассказал о чуде своему другу Сергею Волкову. Они вместе пошли на родник, и икона им снова явилась. Кроме мальчишек, её видели ещё два жителя села. Скоро весть об иконе облетела всю Волостниковку, соседние сёла и докатилась до Симбирска. К роднику потянулись многочисленные паломники. 3 июля на роднике произошло ещё одно чудо — избавилась от хвори Евдокия Матвеевна Липатова. Она рассказывала, что во время излечения видела, как из воды выходили пузырьки, подобные бисеру.
Народ  начал служить молебны без духовенства, священнику  пришлось написать рапорт в Симбирскую духовную консисторию. И поскольку в народе пошли разговоры, что все бедствия («червь поел лист на деревьях, траву и хлеб в поле») из-за того, что «в церквях неправильно поют и читают», епископ Симбирский и Сызранский Феоктист обратился в жандармерию. Жандармы разговаривали с мальчиком, который первым увидел икону, и признали, что он умственно развит. Другие свидетели подтвердили, что тоже видели чудо. Тем не менее, усилиями власти паломничество к роднику прекратилось. Священника сменили, а новый рапортовал, что всё успокоилось, но всё-таки написал епископу: «считаю не лишним доложить Вашему Преосвященству, что вода в волостниковском колодце, по моим опытам, имеет то свойство, что туго закупоренная в бутылке разрывает оную».

## Население
| 2010 |
| ---- |
| 233  |

В 1780 году — 53 ревизских душ; 
В 1900 году — в 203 двора, 559 мужчин и 601 женщин; сверх того раскольников в 5 дворов, 55 мужчин и 54 женщин.